# 미스터 맘마
"미스터 맘마"(영어: Mister Mama)는 1992년에 개봉한 대한민국의 코미디 영화이다.

## 캐스팅
- 최민수 : 형준 역
- 최진실 : 영주 역
- 김민형 : 상아 역
- 김세준 : 해석 역
- 박혜란 : 상아 모 역
- 이인철 : 상무 역
- 김일우 : 이 과장 역
- 신민철 : 정 대리 역
- 이종국 : 직원 갑 역
- 윤종석 : 직원 을 역
- 이원석 : 바이어 역
- 이해룡 : 영주 부 역
- 홍윤정 : 영주 모 역
- 김석옥 : 상아 외할머니 역
- 박예숙 : 보모 갑 역
- 강희 : 보모 을 역
- 김현주 : 보모 을 역
- 나갑성 : 경비 역
- 김현우 : 근배 역
- 홍충길 : 택시기사  역
- 이숙 : 상아 모 친구 갑 역
- 구본임 : 상아 모 친구 을 역
- 마지아 : 상아 모 친구 병 역
- 이지연 : 현준 여동생 역
- 강성진 : 웨이터 역
- 김보성 (우정출연)

## 수상
- 1992년 제13회 청룡영화상
  - 특별상 - 김민형
- 1993년 제17회 황금촬영상
  - 감독상 - 강우석
  - 촬영상(은상) - 신옥현